# Qwartz (récompense musicale)
Pour les articles homonymes, voir Qwartz.
Qwartz est un projet de promotion et de soutien à la création musicale indépendante, fondé à Paris en 2002 par le Français Alexandre Grauer. Depuis 2005, sont remis chaque année les Qwartz Electronic Music Awards.

## Caractéristiques
Lors de la cérémonie qui clôt chaque édition des Qwartz Electronic Music Awards, le programme révèle au public labels et artistes indépendants et leur attribue des dotations. L'événement regroupe les différents courants de musiques nouvelles et électroniques, des pionniers aux artistes contemporains, des plus exigeantes aux plus festives, de l’électroacoustique à la techno. Qwartz réunit 3 000 labels et 10 000 artistes et les prix récompensent tous les aspects de la création artistique contemporaine : œuvres musicales, audiovisuelles et graphiques, instruments, innovation technologique, festivals, presse, arts néomédiatiques. Pierre Henry, Derrick May, Laurie Anderson, Björk, Wolfgang Voigt, Otavio Henrique Soares Brandao, Henri Pousseur, Can, Klaus Schulze, Lionel Marchetti, notamment, sont déjà primés. 
Chaque édition se clôt par la une cérémonie de remise des prix, qui rassemble les acteurs indépendants des musiques nouvelles et des arts qui s'y associent.

### Désignation des lauréats
Labels et/ou artistes indépendants envoient leurs productions éditées dans les 18 mois précédant la clôture des inscriptions de l'édition. Toutes les œuvres sont numérisées pour être écoutées à l'aveugle par les jurys, qui n'ont aucune information concernant l'artiste ou le label qui a produit l'œuvre. 
Le jury professionnel est composé de sept à dix professionnels du secteur musical tandis que le jury officiel est composé de quatre personnalités artistiques. Les jurys sélectionnent cinq à huit œuvres dans les catégories suivantes : « album », « découverte », « expérimentation/recherche », « compilation », « dance-floor », « titre », « artwork et packaging » et « vidéo ». La sélection des jurys est ensuite mise en ligne sur le site Internet des Qwartz et soumise au vote des internautes pendant trois mois.

## Marché international des musiques nouvelles
Le Marché international des musiques nouvelles (MIMN) réunit depuis 2008 les acteurs des musiques nouvelles et des disciplines associées. Il tient à valoriser les créations des labels indépendants de musiques nouvelles et met en avant les éditions limitées ou rares, la variété des supports musicaux, la présentation de projets innovants. la première édition s'est tenue au Cirque d'Hiver de Paris.
La troisième édition du MIMN se tient les 2 et 3 avril 2011 au Trianon. Il a accueilli plus d'une soixantaine de structures venues de 14 pays : labels, festivals, organes de presse, médiathèques, entreprises y étaient présents. En 2012, le Marché se tient au Centquatre-Paris.

## Récompenses

### Catégories
- Prix : Qwartz Album, Qwartz recherche/expérimentation, Qwartz découverte, Qwartz compilation, Qwartz titre, Qwartz dancefloor, Qwartz label, Qwartz artiste, Qwartz artwork et packaging, Qwartz arts nouveaux médias.

- Distinctions et hommages remis sur nomination : Qwartz, Prix du génie musical, Qwartz d'honneur, Qwartz Pierre Schaeffer, Qwartz Max Mathews (Innovation technologique).

### Éditions notables
(juin 2025).

#### Qwartz 1 (2005)
- Lieu : Cabaret Sauvage (Paris)
- Jury : Agnès Dahan, Almaz, David Pineda, Jean-Philippe Renoult, Laurent Guérel, Mathilde Jouannet, Olivier Lebeau, Paul Kendall
- Qwartz Album : Welcome Tourist / B. Fleischmann / Morr Music (Autriche-Allemagne)
- Qwartz Découverte : The Exchange / Alix / Les Disques Sérieux/Nocturne (France)
- Qwartz Titre : « Escal in The Exchange » / Alix / Les Disques Sérieux/Nocturne (France)
- Swartz Vinyl : A heart & two stars / Music A.M / Quatermass (Allemagne-Belgique)
- Qwartz Compilation : Maximas Texturas / Discos Konfort (Mexique)
- Qwartz Remixe & reprise : High again in Tribute to Remixes / Brain Damage / Dub Wiser - Hammerbass (France)
- Qwartz Vidéo : Hey Bonus ! - Octet / Camille Henrot / Diamond Traxx/Metronomic (France)
- Qwartz Artwork & Packaging : January / Taylor Deupree / Photographe & Uison Design / Spekk (Japon)
- Qwartz Compositeur/Arrangement : Uwe Schmidt (Allemagne)
- Qwartz live : Dzihan and Kamien, Crouch Records (Yougoslavie, Suisse)
- Qwartz Label : Poeta Negra (Grèce)
- Qwartz Artiste : Coloma, Ware Records (Allemagne, Angleterre)
- Qwartz DJ Producteur : Automat, Sounds Around Records (France)
- Qwartz Autoproduction : Des hauts & des bas / Lou / Ici (Londres, France)
- Qwartz Hybride : Cocoon, Optical Sound (France)
- Qwartz Max Mathews : TUB X, Rémi Dury (France)
- Qwartz Robert Moog : Live [software], Ableton
- Qwartz Evénement : Festival MUTEK, Québec, Canada
- Qwartz d'honneur : Pierre Schaeffer

#### Qwartz 2 (2006)
- Lieu : Cirque d'hiver (Paris)
- Jury : Maire-Laurence Aubert, Black Sifichi, Laurent Diouf, Françoise Lamy, Lou, Anne Richard aka Anne & Julien, Kévin Ringeval, Anne Roquigny.
- Qwartz Album : No Waves / Micro Audio waves / N Records (Portugal)
- Qwartz Découverte : Scatter Scards / Andrey Kiritchenko / Minusn Netlabel (Ukraine) and 2 / Leonard de Leonard / Leonizer Records (France)
- Qwartz Titre : « Sofa / Motel *** » / Dazzle and Delight (France)
- Qwartz Dancefloor : No fun (OK Cowboy) / Vitalic / Citizen Records (France)
- Qwartz Expérimentation/Recherche : Zap Meemees / Satanicpornocultshop / Sonore (Japan)
- Qwartz Compilation : Fax collaborations & remixes / Static Discos (Mexique)
- Qwartz Vidéo : Fully Connected / Marco Madruga & Daniela Krts
- Qwartz Artwork & Packaging : Nicola Bork pour Mimetic Dancing de Mimetic – Hands (Germany)
- Qwartz Artiste : Murcof (Mexique)
- Qwartz Label : Tomlab (Allemagne)
- Qwartz Live : Felix Kubin (Allemagne)
- Qwartz DJ Producteur : Helius Zhamiq - K-Bal (France)
- Qwartz Hybride : Mladafronta DVD – Parametric (France)
- Qwartz Arrangement & Composition : Vitalic (France)
- Qwartz Vinyl : Vista le Vie de A futuristic family film – F Communications (France)
- Qwartz Événement : Dis-patch Beograd
- Qwartz d'honneur : Pierre Henry (France), Klaus Schulze (Allemagne), Can (Allemagne)
- Qwartz Pierre Schaeffer : Bernard Parmegiani

#### Qwartz 3 (2007)
- Lieu : Cirque d'hiver (Paris)
- Jury : Sylvie Astié, Yves Bomenel, Ariel Kyrou, Laurent Munoz, Jean-Louis Norscq, Eric Périer, Alick Séthi, Louise Vertigo
- Qwartz Album : Dovetail / Coloma / Klein Records (Grande-Bretagne)
- Qwartz Expérimentation/Recherche : Shaper of form / Dani Joss / Poeta Negra (Grèce)
- Qwartz Découverte: The correct use of pets / Hypo & Edh / Active Suspension (France)
- Qwartz Titre: The Ukranians / Bryce Kushnier / Intr-version (Canada)
- Qwartz Dancefloor : Ripple effect / 20for7 / Chocoflash (Australie)
- Qwartz Compilation : Bip_Hop generation vol.8 / Bip-hop (France)
- Qwartz Vidéo : Under the bridge / Baiyon / Brain Escape Sandwich / Rec-Catchpulse (Japan) and SchnittMenge / Spenza / Stephan Bolch (Allemagne)
- Qwartz Artwork & Packaging : Olivier Weber  for Zombiparti ! de Kid Chocolat - Poor Records (Suisse)
- Qwartz Artiste : Coloma
- Qwartz Label : Staubgold (Allemagne)
- Qwartz Hybride : Rodolphe Von Gombergh. RVG (France)
- Qwartz Evenement : Synch (Greece) and Nuits sonores (Lyon, France)
- Qwartz Max Mathews : FM3 Buddha Machine (Chine/EU)
- Qwartz Robert Moog : Haliaetus (France)
- Qwartz d'Honneur : Björk
- Qwartz Pierre Schaeffer : Henri Pousseur (Belgium) and Otavio Soares Brandão (Brésil)

#### Qwartz 4 (2008)
- Lieu : Cirque d'hiver (Paris)
- Présidence d'honneur : Robin Rimbaud aka Scanner
- Jury : Florent Briqué, Christian Bernard-Cedervall, Christophe Demarthe, Jean-Pierre Taieb, Christophe Vix-Gras, Ziggy.
- Qwartz Album : Edith Progue / Timeline / Mille Plateaux
- Qwartz Expérimentation/Recherche : Laurent Chambert  / Suspense
- Qwartz Découverte : The Penelopes / The Arrogance of Simplicity / Citizen Records
- Qwartz Artiste : LR & RadioMentale
- Qwartz Artwork & Packaging : Jon Wozencroft pour l’album 4 Rooms / Jacob Kirkegaard / Touch Music
- Qwartz Titre : Long tongue / Micro Audio Waves in odd size baggage / Magic Music
- Qwartz Dancefloor : Cocotte / Teenage Bad Girl in Cocotte / Citizen Records
- Qwartz Compilation : 50 años (1956- 2006) de Musica Electroacustica en Chile / Consejo Nacional de la Cultura y las Artes  / Pueblo Nuevo / 3 CD /press1 /press2
- Qwartz Label : Citizen Records (France)
- Qwartz Hybride : Naphtaline / EZ3kiel / Jarring Effects
- Qwartz Événement : Les Nuits électroniques de l’Ososphère (Strasbourg, France)
- Qwartz d'honneur : Blixa Bargeld
- Qwartz d'honneur : Life Time Achievement de Max Mathews
- Qwartz Pierre Schaeffer : Jean-Claude Risset, Beatriz Ferreyra

#### Qwartz 5 (2009)
- Lieu : Cirque d'hiver (Paris)
- Présidence d'honneur : Taylor Deupree et Enki Bilal (président du jury)
- Jury officiel : Christophe, Chloé Delaume, Katya Legendre
- Jury professionnel : Denis Boyer, la Commission Electro du Réseau des médiathèques de la Ville de Paris  (Marc Boutin, Nadia Fakrikian, Pascal Geay, Isabelle
- Grospellier, Mikael Prignot, Laurent Saiet, Stéphane Tillie, Thierry Tricard), Steve Daudé, Alexis Hamon, Didier Longuet, Bérangère Maximin, David Simon
- Qwartz Album : krill.minima/ urlaub auf balkonien / Thinner Netlabel
- Qwartz Expérimentation/Recherche : Lionel Marchetti / Adèle et Hadrien : Le Livre des Vacances / Optical Sound
- Qwartz Découverte : Pirata / Minimental / Pueblo Nuevo Netlabel
- Qwartz Artwork & Packaging : skoltz_kolgen de Silent Room / Aracdi / Optical Sound
- Qwartz Vidéo : skoltz_kolgen de Silent Room / Arcadi / Optical Sound
- Qwartz Titre : Stefan Mallmann / Chicken and Wings in Interlude Ep / Night Drive Music
- Qwartz Dancefloor : Apparat / apparat ibiza version in Things to be frickled / Shitkatapult
- Qwartz Compilation : Autumn Leaves de Gruenrekorder
- Qwartz Artiste : Lionel Marchetti
- Qwartz Label : Kompakt
- Qwartz d'Honneur : Wolfgang Voigt
- Qwartz d'Honneur pour l'Innovation : Lawrence Lessig
- Qwartz Pierre Schaeffer : Åke Parmerud, Roger Cochini
- Qwartz Max Mathews : Bert Schiettecatte pour Audiocubes (Percussa)
- Qwartz Web : Kenneth Goldsmith pour UbuWeb
- Qwartz Presse : Tony Herrington pour The Wire
- Qwartz Arts Numériques : Maurice Benayoun

#### Qwartz 6 (2010)
- Lieu : Cirque d'hiver (Paris)
- Présidence d'honneur : Gudrun Gut avec Alejandro Jodorowsky (président du jury)
- Jury officiel : Christophe, Bernard Parmegiani, Patrice Renson
- Jury professionnel : Jocelyne Auzende, Alain Brohard, David Chauveau, Marek Choloniewski, Jean-Marc Clogenson, Hubert Michel, Damien Moreno, Kevin Ringeval, Remco Schuurbiers
- Qwartz Album : Fedayi Pacha - From the Oriental School of dub (Hammerbass - YesHighTech/YesMusic)
- Qwartz Expérimentation/Recherche : Hughes Germain - Esprit de sel (Volume-Collectif / Césaré)
- Qwartz Découverte : Cercueil - Shoo Straight Shout (Optical Sound)
- Qwartz Compilation : Alec Empire Plays Staubgold: Rauschgold (Staubgold)
- Qwartz Anthologie : Francisco Lopez - Through the Looking-Glass (Kairos)
- Qwartz Titre : « Fractional » - Tansw extrait de Still Life (The Centrifuge)
- Qwartz Dancefloor/Clubbing : Daniela La Luz - Elle Routine extrait de Musik Non Stop Uno (Syncopated Musik)
- Qwartz Artwork/Packaging : Mounir Jatoum (La Commissure) - Split d’Arnaud Rivière & Antoine Chessex (Le Petit Mignon)
- Qwartz Arts Néomédiatiques : Kurt Hentschlager
- Qwartz Artiste : Arnaud Rebotini
- Qwartz Label : Shitkatapult
- Qwartz Max Mathews : Olivier Sens - logiciel Usine
- Qwartz Pierre Schaeffer : François Bayle
- Qwartz d’Honneur : Laurie Anderson

#### Qwartz 7 (2011)
- Lieu : Trianon (Paris)
- Présidence d'honneur : Carsten Nicolai
- Présidente du jury : Matali Crasset
- Jury officiel : Gilles Berquet, Mïrka Lugosi, Didier Varrod
- Jury professionnel : Alexis Alyskewicz et Aurore Menu, Yannick Blay, Frédéric Malki, Eric Mattson, Thomas Meinecke, Erik Minkkinen, Edouard Rostand, Christine Webster
- Président du jury Arts Nouveaux médias : Pierre Cornette de Saint-Cyr
- Jury Arts Nouveaux médias : Gilles Alvarez, Charles Carcopino, Régine Debatty, Benoît Guérinault, Anne Roquigny, Gerfried Stocker, Alain Thibaut
- Qwartz Album : Doll Divider de Olivia Louvel (Optical Sound)
- Qwartz Expérimentation/Recherche : Antichamber de Yannis Kyriakides (Unsounds)
- Qwartz Découverte : Peste de Sturqen (Kvitnu)
- Qwartz Compilation : A Man & A Machine 2 (Le Son du Maquis)
- Qwartz Titre : « Fine Mouche » de Khan (feat. Brigitte Fontaine) (I’m a single Records)
- Qwartz Dancefloor : The Beat of the Heart de Daniel Meteo, extrait de Working Class Shitkatapult
- Qwartz Artwork/Packaging : Loafnest (Andrew Lange + Michael S. Carlson) pour Fever Dream de MAP (Taiga Records)
- Qwartz Label : Kvitnu
- Qwartz Arts Nouveaux Médias : Dust de Herman Kolgen>
- Mention Spéciale à : Deshérence d’Antivj
- Qwartz d'Honneur : Matthew Herbert
- Qwartz Pierre Schaeffer : Éliane Radigue
- Qwartz Max Matthews : Harpe MIDI Camac
- Qwartz Spécial : Christine Groult pour KM Pantin

Source

#### Qwartz 8 (2012)
- Lieu : Cent Quatre (Paris)
- Présidence : Robert Henke / Monolake (président d'honneur) et Arnaud Rebotini (président du jury)
- Jury officiel : Nicolas Dufourcq, Olaf Hund, David Jisse, Atau Tanaka.
- Jury professionnel : Sébastien Auger, Xavier Ehretsmann, Sixto Fernando, Thomas Régnault, Tommy Vaudecrane, Christophe Vix-Gras.
- Qwartz Album : Kilimanjaro de Superpitcher (Kompakt)
- Qwartz Expérimentation/Recherche : 18 pieces for the Midi harp de Elisabeth Valletti (no label)
- Qwartz Découverte : Life on Titan de John Heckle (Mathematics Recordings)
- Qwartz Titre : « Dernière minute » de Andy Moor et Anne-James Chaton, extrait de Transfer/1 Departures (Unsounds)
- Qwartz Dancefloor : Glass de Incite, extrait de Dare to Dance (Hands)
- Qwartz Artwork/Packaging : Marc-Antoine Beaufils pour Semelles de fondation (Bloc Thyristors / Bimbo Tower)
- Qwartz d'Honneur : Morton Subotnick
- Qwartz Pierre Schaeffer : Francis Dhomont
- Qwartz Max Matthews : Hopman Sound Transfer
- Qwartz Arts Nouveaux Médias - Sound in Process : Lights contacts de Scenocosme (Grégory Lasserre et Anaïs met den Ancxt)

#### Qwartz 9 (2013)
- Date : 4 avril 2013
- Lieu : Machine du Moulin rouge (Paris)
- Présidences : Jean-François Zygel (président du jury) et Richard Pinhas (président d'honneur)
- Jury officiel : Christophe Bourseiller, Nicolas Dufourcq, Bruno Letort, Laurent Tran Van Lieu, Thomas Valentin.
- Jury professionnel : Alix Clément, Manon Deruytere, Fabrice Fassnacht, Kevin Ringeval, Perrine Vincent.
- Qwartz d'honneur : Derrick May
- Qwartz Album : Sentimental Favourites, LP de Andrew Pekler (Dekorder)
- Qwartz Expérimentation/Recherche : 
  - Bell Fantasia de Junya Oikawa (ZKM)
  - Oval DNA de Oval [Shitkatapult]
- Qwartz Découverte : lucen de afarOne (karlrecords)
- Qwartz Titre : Lente dépression de Arne Vinzon (dokidoki)
- Qwartz Max Matthews : Le Dyskograf

#### Qwartz 10 (2015)
- Date : 10 juin 2015
- Lieu : Cité de la mode et du design (Paris)
- Parrainage : Bpifrance pendant le Bpifrance Inno Generation
- Pierre Henry a reçu le Qwartz, Prix du génie musical (2 500 € de dotation)
- Hendrik Weber aka Pantha du Prince a reçu le Qwartz d'honneur
- Pierre Couprie a reçu le Qwartz Max Mathews (2 500 € de dotation)
- John Burton aka Leafcutter John a reçu le Qwartz de l'innovation musicale (2 500 € de dotation) de l'IESA[3])
- Markus Popp aka Oval a reçu le Qwartz de l'innovation musicale (2 500 € de dotation de l'IESA)